# 杉村文一
杉村 文一（すぎむら ぶんいち、文久元年（1861年） - 明治11年（1878年）7月27日）は、日本の政治活動家。明治維新後の族籍は石川県士族。兄には忠告社社長の杉村寛正、明治法律学校の創立にも関わった杉村虎一などがいる。
明治10年（1877年）の西南戦争勃発に際し、島田一郎ら5名と大久保利通暗殺計画の盟約を結ぶ。翌明治11年（1878年）5月14日、大久保襲撃に最年少メンバーとして参加し、東京・紀尾井町の清水谷付近にて大久保を暗殺する（「紀尾井坂の変」と呼ばれるが、正確には暗殺現場は紀尾井坂ではない）。
事件後すぐさま宮内省に自首し、同年7月27日午前10時頃に死刑を宣告されると同日午前11時半に市ヶ谷監獄にて他の5人と共に斬罪に処せられた。享年18。明治22年（1889年）に大赦された。墓は谷中霊園にある。
彼らを裁いた判事・玉乃世履によると、主犯の島田一郎以外はこの暗殺の趣意を知らず、ただ島田に「この人を除く事が御国のため」と洗脳されて犯行に及ぶに至ったと思われるという（東京日日新聞・明治11年6月1日）。